# Annie Barrows
Annie Barrows (ur. 1962 w San Diego) – amerykańska pisarka, siostrzenica Mary Ann Shaffer.

## Twórczość
- seria książek dla dzieci Ivy and Bean
- 2008 - ukończyła powieść Mary Ann Shaffer, która zachorowała na raka i zmarła: Stowarzyszenie Miłośników Literatury i Placka z Kartoflanych Obierek
- 2009 - Magiczna połówka
- 2015 - Opowiem ci pewną historię (polskie wydanie - 2016)